# Halitiarella apicea
Halitiarella apicea is een hydroïdpoliep uit de familie Protiaridae. De poliep komt uit het geslacht Halitiarella. Halitiarella apicea werd in 2004 voor het eerst wetenschappelijk beschreven door Xu & Huang. 